# Amphoe Ban Phue
Amphoe Ban Phue (Thai: อำเภอ บ้านผือ) ist ein Landkreis (Amphoe – Verwaltungs-Distrikt) im Nordwesten der Provinz Udon Thani. Die Provinz Udon Thani liegt im nordwestlichen Teil des Isan, der Nordostregion von Thailand.

## Geographie
Benachbarte Bezirke (von Norden im Uhrzeigersinn): die Amphoe Sangkhom, Pho Tak, Tha Bo und Sakhrai der Provinz Nong Khai, die Amphoe Phen, Mueang Udon Thani und Kut Chap der Provinz Udon Thani, Amphoe Suwannakhuha der Provinz Nong Bua Lamphu sowie die Amphoe Nam Som und Na Yung wiederum in Udon Thani.

## Sehenswürdigkeiten
- Phu Phrabat (Thai: อุทยานประวัติศาสตร์ภูพระบาท) – Geschichtspark bei Ban Phue, etwa 50 km nordwestlich der Provinzhauptstadt gelegen, ist eine archäologische Grabungsstätte mit Funden aus der Dvaravati-Periode, dem Reich Lop Buri und Lan Xang (Laos)
- Waldpark Phu Phrabat Buabok (Thai: วนอุทยานภูพระบาทบัวบก) – 13 km² großes geschütztes Waldgebiet im Tambon Mueang Phan

## Verwaltung

### Provinzverwaltung
Amphoe Ban Phue ist in 13 Gemeinden (Tambon) eingeteilt, welche wiederum in 160 Dörfer (Muban) unterteilt sind.
| No. | Name         | Thai    | Dörfer | Einw.  |
| --- | ------------ | ------- | ------ | ------ |
| 1.  | Ban Phue     | บ้านผือ   | 14     | 13.415 |
| 2.  | Hai Sok      | หายโศก  | 17     | 11.089 |
| 3.  | Khuea Nam    | เขือน้ำ   | 15     | 09.324 |
| 4.  | Kham Bong    | คำบง    | 10     | 06.975 |
| 5.  | Non Thong    | โนนทอง  | 11     | 10.757 |
| 6.  | Khao San     | ข้าวสาร  | 10     | 05.721 |
| 7.  | Champa Mong  | จำปาโมง | 17     | 10.516 |
| 8.  | Klang Yai    | กลางใหญ่ | 13     | 08.929 |
| 9.  | Mueang Phan  | เมืองพาน | 16     | 08.622 |
| 10. | Kham Duang   | คำด้วง   | 10     | 06.674 |
| 11. | Nong Hua Khu | หนองหัวคู | 11     | 07.349 |
| 12. | Ban Kho      | บ้านค้อ   | 06     | 03.103 |
| 13. | Nong Waeng   | หนองแวง | 10     | 06.957 |

### Lokalverwaltung
Es gibt drei Kleinstädte (Thesaban Tambon) im Landkreis:
- Ban Phue (เทศบาลตำบลบ้านผือ) besteht aus Teilen des Tambon Ban Phue,
- Kham Bong (เทศบาลตำบลคำบง) besteht aus dem gesamten Tambon Kham Bong,
- Klang Yai (เทศบาลตำบลกลางใหญ่) besteht aus dem gesamten Tambon Klang Yai

Außerdem gibt es elf „Tambon Administrative Organizations“ (TAO, องค์การบริหารส่วนตำบล – Verwaltungs-Organisationen) für die Tambon im Landkreis, die zu keiner Stadt gehören.